# Jan II (książę Meklemburgii, XIII w.)
Jan II (ur. ok. 1250, zm. 19 października 1299) – książę Meklemburgii jako koregent od 1264 roku do śmierci, faktyczny regent od lat 70. XIII wieku.
Był najmłodszym z sześciu synów księcia meklemburskiego Jana I oraz Luitgardy z Hennebergu, córki Poppona VII z Hennebergu. Po śmierci ojca stał się prawdopodobnie jednym z koregentów Meklemburgii, jednak główną rolę odgrywał wówczas jego brat Henryk I Pielgrzym.
W 1271 roku Henryk I wybrał się w pielgrzymkę do Ziemi Świętej, podczas której został porwany przez Saracenów. Wówczas rola Jana II wzrosła, stał się jednym z faktycznych regentów obok brata Mikołaja III, choć przed wyprawą Henryk na regentkę wyznaczył swoją żonę Anastazję. Do współrządów byli także dopuszczeni synowie Henryka I, Henryk II Lew (faktyczny władca od 1289) i Jan III, za których od 1275 Jan i Mikołaj sprawowali regencję. W 1283 był wzmiankowany jako lord Gadebusch, które to prawdopodobnie otrzymał jako apanaż. Doczekał powrotu brata z niewoli w roku 1298. Zmarł rok później i został pochowany w klasztorze w Bad Doberan.
Jan II ożenił się z Ryszardą z Arnsbergu, córką Ludwika, hrabiego Arnsbergu i Petroneli z Jülich. Po jego śmierci wyszła ona w 1302 z Wilhelmem z Dale
Jan i doczekali się dzieci:
- Elżbiety, dokumentowanej w 1353 jako zakonnica w Rehnie;
- Jana(?), zmarłego młodo;
- Ludgardy (?).